# Милон, Майкл
Майкл Милон (фр. Michaël Milon, род. 3 марта 1972 года, Тур — 13 марта 2002 года, Париж) — французский каратист, 3-х кратный чемпион мира по карате (ката), 10-ти кратный чемпион Европы. 4 Дан сетокан карате.

## Биография
Родился 3 марта 1972 года в Туре. В 8 лет начал заниматься карате (сётокан). В 14 лет выиграл чемпионат Франции. Агрессивная манера ведения поединков (кумите) часто приводили его к дисквалификации, поэтому Милон решил сосредоточиться на дисциплине ката, где преуспел, став 3-х кратным чемпионом мира.
В 2000 году Милон завершил спортивную карьеру. В 2001 году он стал тренером сборной Франции по карате среди юниоров. Кроме карате Милон регулярно появлялся на французском телевидении, участвовал в телевизионных шоу, снимался в телефильме «Коан». Телефильм вышел в прокат 8 мая 2002 года, уже после смерти Милона.
13 марта 2002 года Майкл Милон умер от остановки сердца, вызванной передозировкой кокаина.
Похоронен на кладбище Пер-Лашез.

## Спортивные достижения
- Чемпион мира в личном зачете (1994, 1996, 2000)
- Кубок мира — личное первенство (1993, 1995, 1997)
- Чемпион Европы в личном зачете (1994, 1995, 1996, 1997)
- Чемпион Европы в командном зачете (1991, 1992, 1994, 1995, 1996, 1997)
- Чемпион Франции в личном зачете (1993, 1995, 1997, 1998)
- Кубок Франции — личное первенство (1990, 1993, 1994, 1995, 1997)
- Средиземноморские игры (1990)